# Nova Serrana
Nova Serrana este un oraș în Minas Gerais (MG), Brazilia.